# Satumaa
Satumaa, på svenska Sagolandet, är en finländsk tango med text och musik av Unto Mononen.
Satumaa har flera gånger kallats "Finlands nationaltango".[källa behövs]
Melodin spelades första gången in på grammofon år 1955 med Henry Theel på sång, men fick sitt stora genombrott år 1962 med Reijo Taipales tolkning. Reijo Taipale skulle bli starkt förknippad med Satumaa under återstoden av sitt artistliv.
År 1974 framförde Frank Zappa en egen version av tangon.

## Inspelningar (urval)[2]
- Henry Theel, 11 februari 1955
- Reijo Taipale, 24 oktober 1962
- Eino Grön, 1973
- Väinö Lehtinen, 1978
- Kalevi Korpi, 1982
- Mattias Enn, 2010 på svenska i egen översättning.